# Tosanoides obama
Tosanoides obama ist ein Fisch aus der Familie der Fahnenbarsche (Anthiadidae). Die Erstbeschreiber widmeten das Artepitheton dem 44. Präsidenten der Vereinigten Staaten Barack Obama, der sich mit einem Gesetz zur Vervierfachung der Schutzfläche des Papahānaumokuākea Marine National Monuments große Verdienste um den Natur- und Artenschutz erworben hat.

## Merkmale
Die Körperlänge des Holotyps von Tosanoides obama beträgt 6,15 Zentimeter. Die Fische sind eiförmig und haben eine gelblich rote bis kräftig rote Farbe. Weibchen und jüngere Tiere sind im Gesamterscheinungsbild etwas heller gefärbt. Lediglich der Bauchbereich ist weißlich. Neben und unter dem schwarzen Auge verlaufen kurze, schmale, gelbe Bänder bis zur Brustflosse. Ein weiterer dünner gelber Streifen beginnt an den Kiemendeckeln und erstreckt sich unterhalb der Rückenflosse bis in die hintere Körperhälfte. Bei den Männchen hebt sich ein großer kreisrunder gelber Fleck am Ende der Rückenflosse ab. Anal- und Beckenflossen sind magenta oder gelb gefärbt, die Schwanzflosse ist lichtdurchlässig gelb.
Tosanoides obama unterscheidet sich von den anderen Tosanoides-Arten in der Farbe sowie in bestimmten morphologischen Merkmalen, wie Anzahl der mit Poren versehenen Seitenlinienschuppen, Brustflossenstrahlen, Schnauzenlänge, Rückenflossenrückenlängen und Rückenflossenprofil. DNA-Barcoding-Analysen zeigen 9,5 bis 10 % unkorrigierte Sequenzdivergenz im Vergleich zu den beiden anderen beschriebenen Tosanoiden-Arten Tosanoides filamentosus und Tosanoides flavofasciatus.
- Flossenformel: Dorsale X/17, Anale III/8, Pectorale 14, Caudale 6+7+7+4.
- Schuppenformel: SL 33–34.

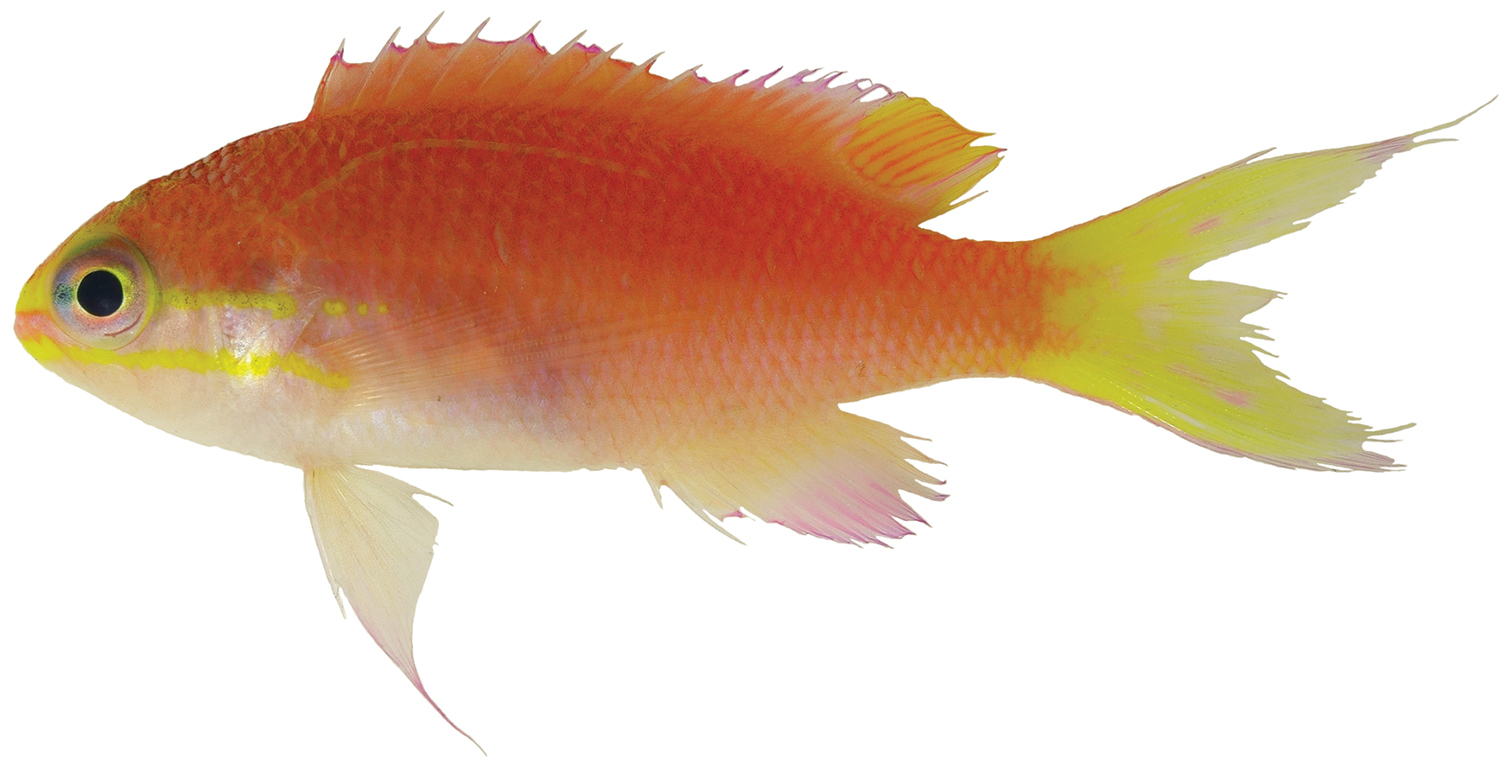
Holotypus, Männchen
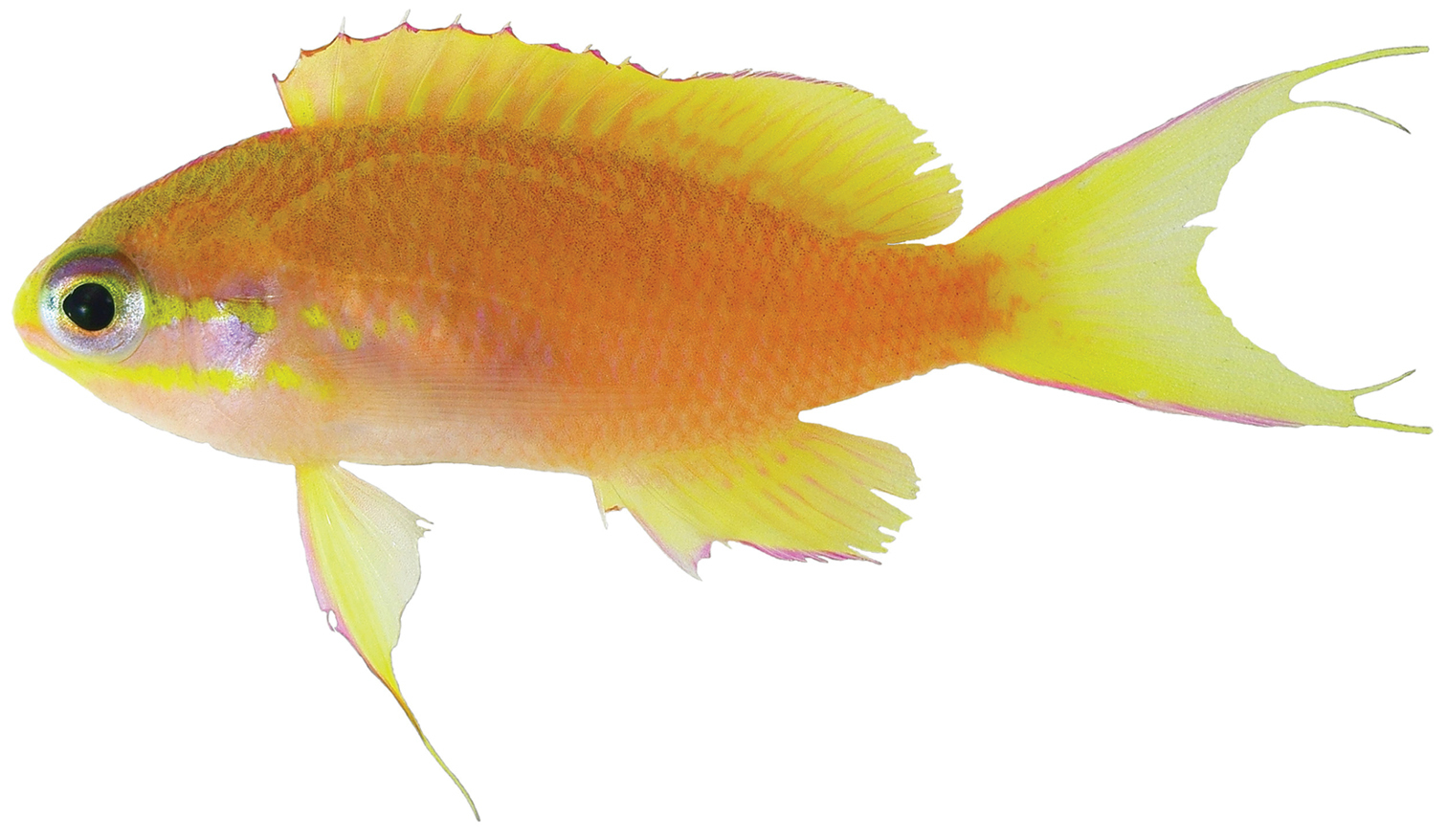
Paratypus, halberwachsenes Tier (Immature)
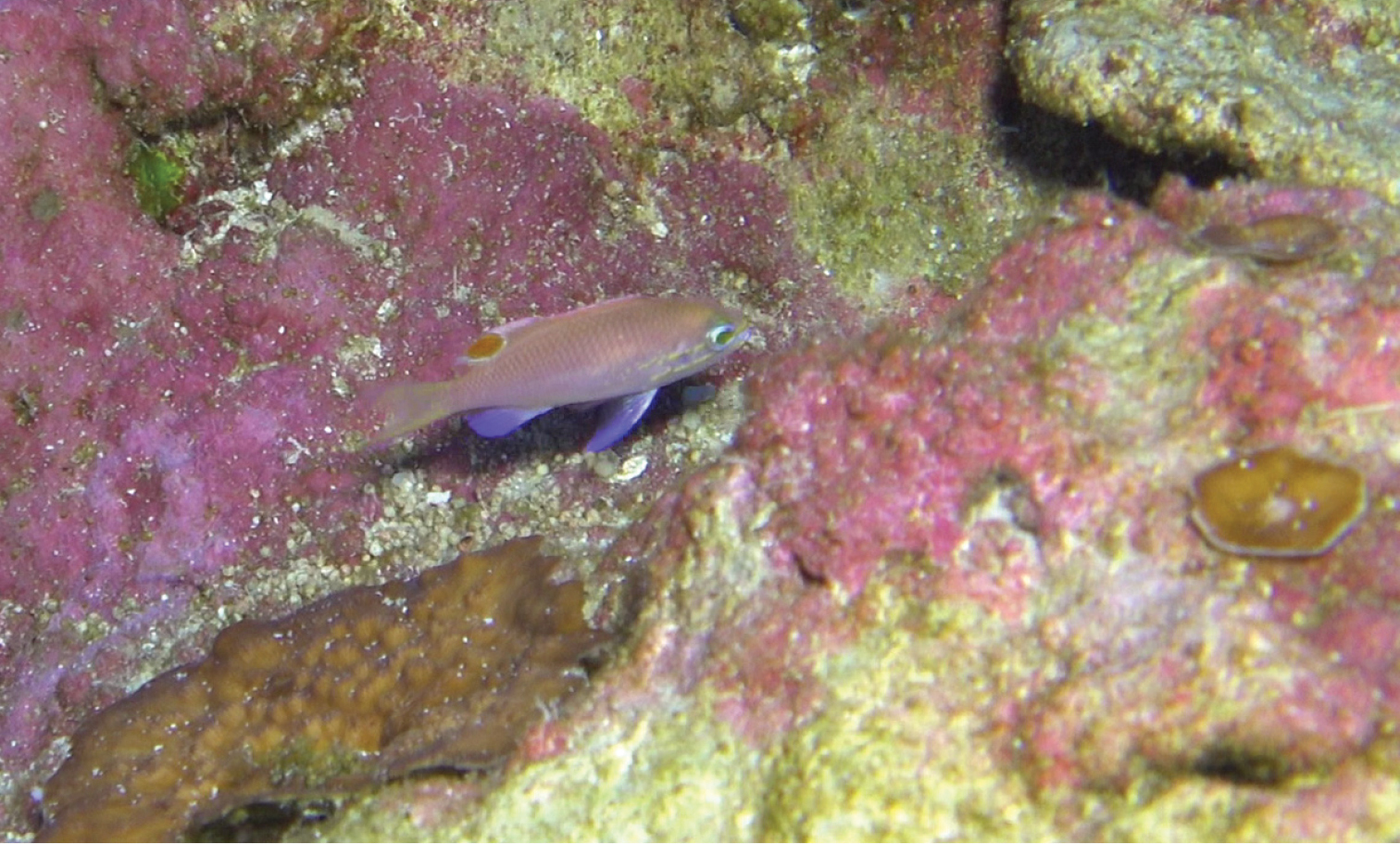
Tosanoides obama in natürlicher Umgebung

## Verbreitung und Lebensraum
Tosanoides obama wurden bisher nur in den Gewässern um das Kure-Atoll sowie das Pearl-und-Hermes-Atoll, die zu den Nordwestlichen Hawaii-Inseln gehören, nachgewiesen. Die Fische wurden über felsigen und löchrigen Kalksteinböden in Tiefen um 90 Meter gefunden.

## Lebensweise
Über die Lebensweise der Art liegen noch keine Erkenntnisse vor.